# Opus (Band)
Opus (auch Opús oder Opūs geschrieben) war eine österreichische Rockband aus Judendorf-Straßengel in der Steiermark, die 1985 einen internationalen Nummer-1-Hit mit dem Titel Live Is Life hatte. Auch in Deutschland war der Song die in diesem Jahr am häufigsten verkaufte Single-Schallplatte. Am 21. Dezember 2021 gab es ein letztes Konzert in der Grazer Oper. Weltweit gilt Opus trotz mehrerer national erfolgreicher Hits als One-Hit-Wonder.

## Bandmitglieder
- Herwig Rüdisser (Herwig Tremschnig)[6][7] ist der Leadsänger der Band. Er kam ursprünglich aus Klagenfurt und lernte ab dem Alter von acht Jahren Klavier; mit zehn kam dann Gitarre dazu. 1972 gewann er mit der Band GFS den Wettbewerb HELP. Darauf folgten die Ausbildung als Grafiker und der Umzug nach Graz. 1978 wurde er Sänger von Opus, mit der er bislang 13 Studioalben aufnahm.
- Ewald Pfleger stammt aus dem Burgenland und lebt seit 1978 in Graz. Er studierte ab 1973 fünf Jahre Geografie und Geschichte an der Wiener Universität und war an der Gründung von Opus beteiligt.
- Kurt René Plisnier begann 1963 mit der Musik, als er Klavierunterricht an der Musikschule Stegersbach nahm. 1972 trat er der Opus-Vorgängerband bei. Drei Jahre später maturierte er in Fürstenfeld und begann sein Studium an der Musikhochschule Graz.
- Günter Grasmuck studierte nach der Matura Musik und darstellende Kunst. 1974 wurde er Mitglied der kurz zuvor gegründeten Band Opus. Nebenbei war er bei zwei anderen steirischen Bands, S.T.S. und EAV, und bei der Kurt Gober Band (KGB) engagiert. Außerdem ist er als Produzent für internationale Künstler tätig.

## Geschichte
Der 13-jährige Walter „Walt“ Bachkönig hatte aufgrund seiner musikalischen Ausbildung bei den „Wiener Sängerknaben“ eine Leidenschaft für Musik entwickelt, die sich in der Gründung einer kleinen Band im Keller seines Elternhauses in Stegersbach niederschlug. Zu Anfang bestand die Band aus einem Schlagzeug aus leeren Leim-Dosen der Stegersbacher Hemdenfabrik und einer zu Weihnachten geschenkten Bassgitarre samt Verstärker und einer elektrischen Orgel. Mit dem Schlagzeuger Peter „Stevie“ Stipsits und einigen Hobby-Gitarristen begann der „Opus-Pokus“. Der Keller wurde zu einem Anziehungspunkt für junge Musiker aus dem südlichen Burgenland und der Steiermark. 1973 holte „Walt“ den Pianisten Kurt „Kusche“ Plisnier dazu. Mit ihm wurden die improvisierten Sessions zu Melodien. Die jungen Musiker machten klassische Musik wie den „Hummelflug“ von Nikolai Rimski-Korsakow zu Rockmusik und begannen, eigene Lieder zu schreiben. Meistens wurden Bands wie Deep Purple oder Colosseum gecovert. Nebenbei wurden auch Eigenkompositionen eingespielt. Der Name „Opus“ fand sich im „Stowasser“ während der Latein-Hausübungen der Schwester von „Walt“, Edith Bachkönig. Erste Auftritte gab es in Gasthäusern und im Keller des Castells in Stegersbach. 1974 traten der Schlagzeuger Günter Grasmuck und der Gitarrist Hans Pallier der Band bei. Ein erster großer Erfolg war der Sieg beim Steirischen Bandwettbewerb. 1978 rief die Band das erste Austrian Rock Festival ins Leben. Ende dieses Jahres zog die gesamte Band nach Graz, kurze Zeit später kam der Sänger Herwig Rüdisser dazu.
1980 wurde mit dem Produzenten Peter Janda das erste Studioalbum Daydreams aufgenommen, das sich stilistisch noch deutlich von den späteren Alben unterschied und sich nicht in den Charts platzieren konnte. Pallier und Bachkönig verließen kurze Zeit später die Band. Letzterer widmete sich fortan Klassik-Projekten; ihm folgte Niki Gruber.

### Durchbruch
1981 stieß Opus auf den erfolgreichen Produzenten Peter Müller, mit dem sie das Studioalbum Eleven aufnahm. Das Album erschien im März 1982 und hielt sich insgesamt 24 Wochen in den österreichischen Albumcharts, wobei es für drei Wochen Platz 6 belegen konnte (bis heute die beste Chartplatzierung für ein Opus-Studioalbum). Die gleichnamige Singleauskopplung Eleven erreichte Platz 12 in der Ö3-Hitparade, die Single Flyin' High kletterte im August bis auf Platz 5 der Austria Top 40 Charts. Im selben Jahr erhielt die Band den Österreichischen Journalistenpreis. Es folgten überregionale Auftritte und Gigs in Deutschland.
Das Konzeptalbum Opusition erschien Anfang 1983 und wurde außerhalb des deutschsprachigen Raums auch in Spanien und Mexiko veröffentlicht. Im Vergleich zum Vorgänger war es nur mäßig erfolgreich, Opusition belegte Platz 16 der österreichischen Albumcharts und fiel bereits nach zwei Wochen aus der Wertung. Die Single Best Thing erreichte Platz 16 der Ö3-Hitparade, die zweite Auskopplung The Opusition konnte sich hingegen nicht platzieren. Im Herbst 1983 veröffentlichte Opus die Non-Album-Single Angie, die sich für sechs Wochen in der Hitparade halten und dabei Platz 18 erreichen konnte.
Opus spielte im Jahr 1983 65 Konzerte vor insgesamt mehr als 100.000 Zuschauern. Höhepunkt war das Ö3-Open-Air-Konzert im Wiener Weststadion, bei dem sie neben bereits bekannten Künstlern wie Wolfgang Ambros oder Rainhard Fendrich auftrat.
Falco engagierte den mittlerweile charakteristischen Chor der Band für sein Stück Junge Roemer.
Im Mai 1984 wurde nach dreimonatiger Studioarbeit das Album Up And Down veröffentlicht, Produzent war abermals Peter Müller. Up and Down erreichte Platz 12 und blieb insgesamt 10 Wochen in den Albumcharts, die Singleauskopplung Positive chartete nicht.
Es folgte eine weitere Tour durch Österreich und Deutschland.

### Internationaler Erfolg mitLive Is Life
Nach Up and Down entschied sich die Band, ein Live-Album zu veröffentlichen. Bei der dazugehörigen Aufnahme bei einem Konzert am 2. September 1984 in Oberwart wurde zum ersten Mal das Lied Live Is Life aufgeführt, welches Pfleger im Sommerurlaub auf Ibiza geschrieben hatte. Laut Pfleger wurde Live Is Life bei der allerersten Darbietung nicht aufgenommen, da das Tonband bereits voll war, weshalb der Titel erneut als Zugabe gespielt und schließlich aufgenommen wurde. Dadurch kannte das Publikum das Lied schon und konnte mitsingen und -klatschen.
Live Is Life wurde anschließend als Single zum Live-Album veröffentlicht und wurde schnell zu einem internationalen Erfolg: 1985 wurde das Lied ein Nummer-eins-Hit in mehreren Ländern, darunter Österreich, Deutschland, Schweden und Frankreich. Auch in Großbritannien und den Vereinigten Staaten war der Song erfolgreich und erhielt jeweils eine Goldene Schallplatte. In weiterer Folge konnten mehrere Opus-Lieder internationale Chartplatzierungen erreichen. Eine Live-Version von Flyin' High wurde als Single veröffentlicht und schaffte es in die deutschen und schweizerischen Charts. Das Lied Up And Down wurde in den Vereinigten Staaten und Kanada als Single ausgekoppelt und konnte sich in den kanadischen Charts insgesamt 7 Wochen halten und erreichte Platz 65. Auch das gleichnamige Album, auf dessen internationaler Ausgabe auch Live Is Life und Flyin' High enthalten waren, konnte sich in Kanada insgesamt 9 Wochen halten und erreichte im Ende März 1986 Platz 51. In den Vereinigten Staaten konnte sich das Album insgesamt 16 Wochen behaupten und erreichte als Spitzenposition Platz 64.
In Folge tourte die Band sowohl durch die USA als auch durch Staaten des Ostblocks, spielte danach Konzerte in Mittel- und Südamerika. Der Erfolg war so groß, dass Opus nach Anton Karas und Falco als erst dritte österreichische Band vom New Yorker Musicstore Tower Records vertrieben wurde.

### Weitere Karriere
1985 veranstaltete Opus ein Konzert im Grazer Stadion Liebenau, das von ca. 25.000 Fans besucht wurde. Opus spielte mit S.T.S., der Ersten Allgemeinen Verunsicherung, der Kurt Gober Band, Wolfgang Ambros, Falco, Maria Bill und Wilfried, allesamt damalige Größen des Austropop. Ein Mitschnitt des Konzerts wurde 2013 unter dem Titel "Opus & Friends" veröffentlicht.
Mit dem 1985 veröffentlichten Studioalbum Solo erreichte Opus zwar abermals eine Top-10-Platzierung in Österreich, konnte an den internationalen Erfolg von Live Is Life aber nicht anknüpfen. Auch die Singleveröffentlichungen konnten nur hintere Plätze in der Hitparade belegen. Auch das selbstbetitelte Studioalbum Opus aus dem Jahr 1987, das die Band unter anderem mit dem früheren Yes-Produzenten Eddy Offord einspielte, konnte sich nur in den österreichischen Charts platzieren. Die Single Whiteland schaffte aber eine Top-3-Platzierung in Österreich. Der Erlös kam Greenpeace zugute. 1987 endete zudem die Zusammenarbeit mit dem Produzenten Peter Müller, der auf Opus nur noch zwei Stücke produzierte. Mit Faster And Faster wurde Anfang 1988 eine weitere Single ausgekoppelt und erreichte Platz 12.
Das 1990 veröffentlichte Studioalbum Magical Touch, produziert vom holländischen Produzenten Erwin Musper, konnte in Österreich nur mehr Platz 26 erreichen und war das letzte Album mit Bassist Niki Gruber, der die Band im Jahr darauf verließ. Als Studiomusiker für die folgenden Produktionen fungierte bis zu seinem Tod im Jahr 2008 der Jazzbassist Wolfram Abt. 1991 wechselte die Band die Plattenfirma und brachte im Jahr darauf das selbstproduzierte Studioalbum Walkin' on Air heraus, das in den Ö3 Austria Top 40 den 13. Platz belegen konnte. Auf dem Album befand sich auch die Single Gimme Love, die in Österreich an alte Erfolge anschließen konnte.
1993 feierte die Gruppe ihr 20-jähriges Jubiläum in Graz (Gast war unter anderem Falco) und nahm dabei den Live-Sampler Jubilée auf. Singles und Tourneen der 1990er-Jahre fanden allerdings wenig Beachtung in den Medien. Das 1996 veröffentlichte Studioalbum Love God & Radio war das erste seit dem Debüt, das keine Platzierung in den österreichischen Charts erreichen konnte.
Ins neue Jahrtausend startete Opus mit einem Auftritt zu einer ZDF-Silvestergala. Nach einer zweijährigen Kreativpause gab es 2002 wieder internationale Auftritte und 2004 ein neues Studioalbum mit dem Titel The Beat Goes On, das es abermals nicht in die Charts schaffte.
Zum 35-jährigen Jubiläum veröffentlichte die Band das Best-Of Back To Future. Kurz zuvor konnte sich die Reggae-Neuauflage von Live Is Life in den österreichischen Charts platzieren. Auf der CD ist neben der Rockversion auch ein Dancehall-Remix des Klassikers zu finden. Anlässlich der Fußball-Europameisterschaft 2008 wurde der Song in Österreich durch Sony BMG vermarktet.
2009 wurden Günter Grasmuck, Ewald Pfleger, Kurt Rene Plisnier und Herwig Rüdisser mit dem Großen Ehrenzeichen des Landes Steiermark ausgezeichnet. Ebenfalls 2009 spielte Opus in der Grazer Oper in Begleitung eines klassischen Orchesters unter der Leitung von Christian Kolonovits einige ihrer größten Hits. Das Konzert wurde sowohl als Audio- und Videoaufnahme unter dem Titel Tonight At The Opera veröffentlicht.
2020 konnte die Band mit ihrem finalen Studioalbum Magnum wieder eine Chartplatzierung erreichen.
Im Rahmen der Amadeus-Verleihung 2021 wurde der Band der Amadeus Award für das Lebenswerk zuerkannt.
Im Oktober 2022 veröffentlichten sie gemeinsam mit den Schick Sisters die Single Good Or Bad, im April 2023 folgte die Single So Simple. Mit den Schick Sisters nahmen sie 2023 auch den Flughafen-Jingle Welcome to Vienna und das im September 2023 veröffentlichte Album We Are One auf.

## Erwähnenswertes
- Die Band Pur hieß ursprünglich auch Opus und benannte sich 1985 nach dem Erfolg von Live is Life der österreichischen Band um.
- Die slowenische Musikgruppe Laibach veröffentlichte 1986 auf ihrem Album Opus Dei Coverversionen des Stücks Live Is Life, einmal als deutsche Version unter dem Titel Leben heißt leben und einmal als englische unter dem Titel Opus Dei.
- Gelegentlich spielte Falco als Überraschungsgast Bass bei dem Hit Flyin' High. Opus hatten bei Falcos Platte Junge Roemer als Background mitgewirkt.
- Zum großen Zapfenstreich anlässlich der Verabschiedung des deutschen Bundesverteidigungsministers Thomas de Maizière spielte das Stabsmusikkorps der Bundeswehr am 8. Januar 2014 das Lied Live is Life.

## Diskografie

### Studioalben
| Jahr | Titel            | Höchstplatzierung, Gesamtwochen, AuszeichnungChartplatzierungen (Jahr, Titel, Platzierungen, Wochen, Auszeichnungen, Anmerkungen) | Höchstplatzierung, Gesamtwochen, AuszeichnungChartplatzierungen (Jahr, Titel, Platzierungen, Wochen, Auszeichnungen, Anmerkungen) | Anmerkungen                                                 |
| Jahr | Titel            | AT | US | Anmerkungen                                                 |
| ---- | ---------------- | --- | --- | ----------------------------------------------------------- |
| 1980 | Daydreams        | — | — | Erstveröffentlichung: 1980                                  |
| 1982 | Eleven           | AT6 (24 Wo.)AT | — | Erstveröffentlichung: März 1982                             |
| 1983 | Opusition        | AT16 (2 Wo.)AT | — | Erstveröffentlichung: Januar 1983                           |
| 1984 | Up And Down      | AT12 (10 Wo.)AT | US65 (16 Wo.)US | Erstveröffentlichung: Mai 1984                              |
| 1985 | Solo             | AT8 (8 Wo.)AT | — | Erstveröffentlichung: September 1985                        |
| 1987 | Opus             | AT7 (8 Wo.)AT | — | Erstveröffentlichung: Oktober 1987                          |
| 1990 | Magical Touch    | AT26 (3 Wo.)AT | — | Erstveröffentlichung: März 1990                             |
| 1992 | Walkin’ On Air   | AT13 (16 Wo.)AT | — | Erstveröffentlichung: Mai 1992                              |
| 1996 | Love God & Radio | — | — | Erstveröffentlichung: 1996                                  |
| 2004 | The Beat Goes On | — | — | Erstveröffentlichung: 2004                                  |
| 2020 | Magnum           | AT37 (1 Wo.)AT | — | Erstveröffentlichung: 13. November 2020                     |
| 2023 | We Are One       | — | — | Erstveröffentlichung: 21. September 2023 mit Schick Sisters |

### Livealben
| Jahr | Titel                               | Höchstplatzierung, Gesamtwochen, AuszeichnungChartplatzierungen (Jahr, Titel, Platzierungen, Wochen, Auszeichnungen, Anmerkungen) | Höchstplatzierung, Gesamtwochen, AuszeichnungChartplatzierungen (Jahr, Titel, Platzierungen, Wochen, Auszeichnungen, Anmerkungen) | Höchstplatzierung, Gesamtwochen, AuszeichnungChartplatzierungen (Jahr, Titel, Platzierungen, Wochen, Auszeichnungen, Anmerkungen) | Anmerkungen                             |
| Jahr | Titel                               | DE | AT | CH | Anmerkungen                             |
| ---- | ----------------------------------- | --- | --- | --- | --------------------------------------- |
| 1984 | Live Is Life                        | DE5 (24 Wo.)DE | AT1 (34 Wo.)AT | CH4 (28 Wo.)CH | Erstveröffentlichung: Dezember 1984     |
| 2013 | Opus & Friends – Graz Liebenau 1985 | — | AT18 (5 Wo.)AT | — | Erstveröffentlichung: 15. November 2013 |
| 2022 | The Last Note                       | — | AT6 (2 Wo.)AT | — | Erstveröffentlichung: 2022              |

Weitere Livealben
- 1993: Jubileé
- 2010: Tonight At The Opera

### Kompilationen
- 1985: Best Of
- 1989: Glanzlichter
- 1994: Best Of
- 1997: Die Größten Hits aus 15 Jahren
- 1998: Greatest Hits – The Power of Live is Life
- 1998: Master Series
- 1999: Flying Higher Greatest Hits
- 2000: Millennium Edition
- 2002: Live is Life
- 2008: Back To Future – The Ultimate Best Of

### Singles
| Jahr | Titel Album                                                         | Höchstplatzierung, Gesamtwochen, AuszeichnungChartplatzierungen (Jahr, Titel, Album, Platzierungen, Wochen, Auszeichnungen, Anmerkungen) | Höchstplatzierung, Gesamtwochen, AuszeichnungChartplatzierungen (Jahr, Titel, Album, Platzierungen, Wochen, Auszeichnungen, Anmerkungen) | Höchstplatzierung, Gesamtwochen, AuszeichnungChartplatzierungen (Jahr, Titel, Album, Platzierungen, Wochen, Auszeichnungen, Anmerkungen) | Höchstplatzierung, Gesamtwochen, AuszeichnungChartplatzierungen (Jahr, Titel, Album, Platzierungen, Wochen, Auszeichnungen, Anmerkungen) | Höchstplatzierung, Gesamtwochen, AuszeichnungChartplatzierungen (Jahr, Titel, Album, Platzierungen, Wochen, Auszeichnungen, Anmerkungen) | Anmerkungen                                                          |
| Jahr | Titel Album                                                         | DE | AT | CH | UK | US | Anmerkungen                                                          |
| ---- | ------------------------------------------------------------------- | --- | --- | --- | --- | --- | -------------------------------------------------------------------- |
| 1982 | Flyin’ High Eleven                                                  | DE45 (3 Wo.)DE | AT5 (12 Wo.)AT | — | — | — | Erstveröffentlichung: 1982                                           |
| 1984 | Live Is Life Up And Down                                            | DE1 Gold · (27 Wo.)DE | AT1 (25 Wo.)AT | CH2 (21 Wo.)CH | UK6 Silber · (16 Wo.)UK | US32 (16 Wo.)US | Erstveröffentlichung: 1984                                           |
| 1985 | Warum? –                                                            | — | AT1 (14 Wo.)AT | — | — | — | Erstveröffentlichung: 15. April 1985 als Teil von Austria für Afrika |
| 1985 | Flyin’ High (Live) Live Is Life                                     | DE37 (11 Wo.)DE | — | CH5 (10 Wo.)CH | — | — | Erstveröffentlichung: 3. Mai 1985                                    |
| 1987 | Whiteland Opus                                                      | — | AT3 (14 Wo.)AT | — | — | — | Erstveröffentlichung: 18. Oktober 1987                               |
| 1988 | Faster and Faster Opus                                              | — | AT12 (12 Wo.)AT | — | — | — | Erstveröffentlichung: 1988                                           |
| 1992 | Gimme Love Walkin’ On Air                                           | — | AT13 (16 Wo.)AT | — | — | — | Erstveröffentlichung: 1992                                           |
| 1994 | The Power of Live Is Life Greatest Hits – The Power of Live is Life | — | AT3 (11 Wo.)AT | — | — | — | Erstveröffentlichung: 1994                                           |
| 2008 | Live Is Life ’08 –                                                  | — | AT16 (7 Wo.)AT | — | — | — | Erstveröffentlichung: 9. Mai 2008                                    |

Weitere Singles
- 1982: Eleven
- 1983: Best Thing
- 1983: The Opustion
- 1983: Angie
- 1984: Positive
- 1984: Up And Down
- 1985: Rock On The Rocks
- 1986: Idolator
- 1988: Will You Ever Know Me
- 1990: When The Night Comes
- 1990: A Night In Vienna
- 1992: Walkin’ On Air
- 1996: Just For Fun
- 1996: Love God & Radio
- 2004: The Beat Goes On
- 2004: Eternal Dance
- 2022: Good or Bad (mit Schick Sisters)
- 2023: So Simple (mit Schick Sisters)

## Auszeichnungen für Musikverkäufe
| Goldene Schallplatte - Frankreich - 1986: für die Single Live Is Life - Italien - 2021: für die Single Live Is Life - Kanada - 1986: für das Album Up and Down - Spanien - 1985: für die Single Live Is Life - 1986: für das Album Live Is Life | 2× Platin-Schallplatte - Kanada - 1986: für die Single Live Is Life |

Anmerkung: Auszeichnungen in Ländern aus den Charttabellen bzw. Chartboxen sind in ebendiesen zu finden.
| Land/RegionAuszeichnungen für Musikverkäufe (Land/Region, Auszeichnungen, Verkäufe, Quellen) | Silber  | Gold     | Platin     | Verkäufe | Quellen           |
| -------------------------------------------------------------------------------------------- | ------- | -------- | ---------- | -------- | ----------------- |
| Deutschland (BVMI)                                                                           | —       | Gold1    | —          | 250.000  | musikindustrie.de |
| Frankreich (SNEP)                                                                            | —       | Gold1    | —          | 500.000  | Einzelnachweise   |
| Italien (FIMI)                                                                               | —       | Gold1    | —          | 35.000   | fimi.it           |
| Kanada (MC)                                                                                  | —       | Gold1    | 2× Platin2 | 250.000  | musiccanada.com   |
| Spanien (Promusicae)                                                                         | —       | 2× Gold2 | —          | 75.000   | mediafire.com     |
| Vereinigtes Königreich (BPI)                                                                 | Silber1 | —        | —          | 250.000  | bpi.co.uk         |
| Insgesamt                                                                                    | Silber1 | 6× Gold6 | 2× Platin2 |          |                   |

## Filmografie
- 2021: Stadtkomödie – Man kann nicht alles haben (Fernsehreihe)

## Auszeichnungen
- Goldenes Ehrenzeichen für Verdienste um die Republik Österreich[28]